# IL22RA2
IL22RA2 (англ. Interleukin 22 receptor subunit alpha 2) – білок, який кодується однойменним геном, розташованим у людей на 6-й хромосомі. Довжина поліпептидного ланцюга білка становить 263 амінокислот, а молекулярна маса — 30 550.
| 10         |  | 20         |  | 30         |  | 40         |  | 50         |
| ---------- |  | ---------- |  | ---------- |  | ---------- |  | ---------- |
| MMPKHCFLGF |  | LISFFLTGVA |  | GTQSTHESLK |  | PQRVQFQSRN |  | FHNILQWQPG |
| RALTGNSSVY |  | FVQYKIMFSC |  | SMKSSHQKPS |  | GCWQHISCNF |  | PGCRTLAKYG |
| QRQWKNKEDC |  | WGTQELSCDL |  | TSETSDIQEP |  | YYGRVRAASA |  | GSYSEWSMTP |
| RFTPWWETKI |  | DPPVMNITQV |  | NGSLLVILHA |  | PNLPYRYQKE |  | KNVSIEDYYE |
| LLYRVFIINN |  | SLEKEQKVYE |  | GAHRAVEIEA |  | LTPHSSYCVV |  | AEIYQPMLDR |
| RSQRSEERCV |  | EIP        |  |            |  |            |  |            |

A: Аланін

C: Цистеїн

D: Аспарагінова кислота

E: Глутамінова кислота

F: Фенілаланін

G: Гліцин

H: Гістидин

I: Ізолейцин

K: Лізин

L: Лейцин

M: Метіонін

N: Аспарагін

P: Пролін

Q: Глутамін

R: Аргінін

S: Серин

T: Треонін

V: Валін

W: Триптофан

Кодований геном білок за функцією належить до рецепторів. 
Задіяний у такому біологічному процесі, як альтернативний сплайсинг. 
Секретований назовні.